# Hetaeria
Hetaeria – rodzaj roślin z rodziny storczykowatych (Orchidaceae). Rośliny występują w Afryce oraz Azji w takich krajach i regionach jak: Andamany, Asam, Bangladesz, Benin, Archipelag Bismarcka, Borneo, Kamerun, Karoliny, Republika Środkowoafrykańska, Demokratyczna Republika Konga, południowo-centralne oraz południowo-wschodnie Chiny, Komory, wschodnie Himalaje, Gwinea Równikowa, Fidżi, Gabon, Ghana, Gwinea, Gwinea Bissau, wyspy Zatoki Gwinejskiej, Henan, Indie, Wybrzeże Kości Słoniowej, Jawa, Laos, Mjanma Madagaskar, Liberia, Malezja, Małe Wyspy Sundajskie, Moluki, Riukiu, Nowa Kaledonia, Nowa Gwinea, Nikobary, Nigeria, Niue, Ogasawara, Filipiny, Tajlandia, Samoa, Queensland, Sri Lanka, Sierra Leone, Wyspy Salomona, Sumatra, Tajwan, Celebes, Tanzania, Tajlandia, Tonga, Vanuatu, Wietnam, Wallis i Futuna. Rośliny naziemne.

## Morfologia
PokrójRośliny zielne do wysokości 60 cm. Pędy niezbyt sztywne w okresie kwitnienia, smukłe i cienkie kłącze w szczytowej części podnoszące się.
LiścieRóżnie ułożone wzdłuż łodygi, często z długim ogonkiem wyrastającym z trwałej podstawy, lancetowate, nagie, miękkie i cienkie, o różnych odcieniach zieleni.
KwiatyKwiatostan wielokwiatowy, z niewielkimi kwiatami poniżej 1 cm wielkości. Działka grzbietowa i płatki wewnętrznego okółka tworzą kaptur. Boczne działki zamykają rozdętą nasadę warżki. Warżka wklęsła i płytka, zwężająca się ku wierzchołkowi, u nasady z gruczołami i brodawkami. Prętosłup krótki, prawie tak szeroki jak długi. Pylnik krótki. Rostellum krótkie i ostre lub wydłużone albo równowąsko-łopatkowate i tępe. Dwa znamiona wypukłe, sporadycznie blisko siebie.

## Systematyka
Rodzaj sklasyfikowany do podplemienia Goodyerinae w plemieniu Cranichideae, podrodzina storczykowe (Orchidoideae), rodzina storczykowate (Orchidaceae), rząd szparagowce (Asparagales) w obrębie roślin jednoliściennych.
Wykaz gatunków
- Hetaeria affinis (Griff.) Seidenf. & Ormerod
- Hetaeria alta Ridl.
- Hetaeria anomala Lindl.
- Hetaeria armata Ormerod & H.A.Pedersen
- Hetaeria baeuerlenii Schltr.
- Hetaeria callosa (J.J.Sm.) Ormerod
- Hetaeria elata Hook.f.
- Hetaeria elegans Ridl.
- Hetaeria finlaysoniana Seidenf.
- Hetaeria gardneri (Thwaites) Trimen
- Hetaeria goodyeroides Schltr.
- Hetaeria heterosepala (Rchb.f.) Summerh.
- Hetaeria hylophiloides (Carr) Ormerod & J.J.Wood
- Hetaeria lamellata Blume
- Hetaeria latipetala Schltr.
- Hetaeria linguella (Carr) J.J.Wood & Ormerod
- Hetaeria mannii (Rchb.f.) Benth. ex Durand & Schinz
- Hetaeria obliqua Blume
- Hetaeria oblongifolia Blume
- Hetaeria occidentalis Summerh.
- Hetaeria pelota N.Pearce & P.J.Cribb
- Hetaeria rhombipetala Ormerod & J.J.Wood
- Hetaeria rostrata J.J.Sm.
- Hetaeria tetraptera (Rchb.f.) Summerh.
- Hetaeria vaginalis Rchb.f.
- Hetaeria whitmeei Rchb.f.
- Hetaeria youngsayei Ormerod